# مایکل فورمن (فضانورد)
مایکل فورمن (به انگلیسی: Michael Foreman) فضانورد اهل ایالات متحده آمریکا است که در ۲۹ مارس ۱۹۵۷ میلادی در کلمبوس، اوهایو زاده شد. وی در مأموریت اس‌تی‌اس-۱۲۳، اس‌تی‌اس-۱۲۹ حضور داشته است.